# Comando Beorburu
El comando Beorburu fue un grupo itinerante de la banda terrorista ETA que estuvo operativo durante el año 2001. Cometió atentados con coche-bomba en varias regiones de España. Fue desarticulado en diciembre del mismo año.

## Componentes
- Ismael Berasategui Escudero[1]
- Xabier Zabalo Beitia
- Ainhoa Barbarín Yurrebaso

## Acciones terroristas
- 18/03/2001: coche-bomba explosionado de forma controlada por la Policía Nacional en Gandía (Valencia).
- 26/07/2001: coche-bomba desactivado por los Tedax del CNP en el aeropuerto de Málaga.
- 18/08/2001: coche-bomba frente a un hotel de Salou (Tarragona).[2]
- 27/08/2001: coche-bomba en el aeropuerto de Barajas (Madrid).

## Detenciones
- 17/02/2001: detenido en Villarreal de Urrechua (Guipúzcoa) Joseba Segurola Beobide. Poco después fue puesto en libertad, para posteriormente volver a ser detenido el 14/07/2003 en Berriozar (Navarra) cuando estaba integrado en el 'comando Nafarroa'.
- 31/01/2002: detenidos en Burdeos (Francia) Ainhoa Barbarín Yurrebaso y Xabier Zabalo Beitia.[3]
- 15/05/2002: detenido en Annonay (Francia) Ismael Berasategui Escudero.